# Sarah Burns
Sarah Burns, née le 26 juillet 1981 à Long Island dans l'État de New York, est une actrice américaine, connu pour avoir joué Krista dans la série Enlightened de HBO.

## Biographie
Burns est née à Long Island, New York.

## Carrière
Burns a régulièrement joué des improvisations comédiques au UCB Théâtre à New York,.
Elle a également joué dans les films de comédie et des séries télévisées. Elle a incarné Hailey dans I Love You, Man (2009), Harper dans Trop loin pour toi (2010) et Janine Groff dans Bébé mode d'emploi (2010). Avec Adam Pally elle a joué dans Slow Learners (2015).
En 2009, Entertainment Weekly l'a nommée l'une des "25 actrices les plus drôles d'Hollywood".

## Filmographie

### Cinéma
- 2007 : Tinnitus
- 2007 : Serial : Moira Haggerty
- 2009 : I Love You, Man : Hailey
- 2010 : Top Cops : la gardienne de la morgue
- 2010 : Monogamy : Ella
- 2010 : Cried Suicide : Jen
- 2010 : Trop loin pour toi : Harper
- 2010 : Bébé mode d'emploi : Janine Groff
- 2013 : A.C.O.D. : Margo
- 2013 : All About Albert : une promeneuse
- 2015 : Grandma : Jill
- 2015 : Slow Learners : Anne Martin
- 2016 : Brother Nature : Margie Turley
- 2017 : Rivales : Sarah
- 2020 : Eat Wheaties! : Kate
- 2020 : Desperados de LP
- 2022 : Moving On de Paul Weitz : Allie
- 2024 : Unfrosted : L'épopée de la Pop-Tart (Unfrosted) de Jerry Seinfeld : Mme Schwinn

### Télévision
- 2004 : Windy Acres : N'Maia
- 2005 : My Wife, the Ghost : Sally Wilson (4 épisodes)
- 2007 : Flight of the Conchords : Summer (1 épisode)
- 2010 : Party Down : Donna Mullens (1 épisode)
- 2011-2013 : Enlightened : Krista Jacobs (16 épisodes)
- 2013 : Ben and Kate : Stephanie (1 épisode)
- 2013 : The New Normal : Megan (1 épisode)
- 2013 : Drunk History : plusieurs personnages (8 épisodes)
- 2013 : The Mindy Project : Amy (1 épisode)
- 2014 : Garfunkel and Oates : Cheryl (2 épisodes)
- 2015 : New Girl : Deb (1 épisode)
- 2015 : Married : Abby (8 épisodes)
- 2015 : Murder : Emily Sinclair (10 épisodes)
- 2017 : Big Little Lies : Gabrielle (6 épisodes)
- 2017 : Wet Hot American Summer: Ten Years Later : Claire (8 épisodes)
- 2017 : Speechless : Marci (1 épisode)
- 2018 : Me, Myself and I : Lisa (3 épisodes)
- 2018 : American Vandal : Angela Montgomery (6 épisodes)
- 2019 : Barry : Détective Mae (4 épisodes)